# Казе Герарди (Модена)
Казе Герарди је насеље у Италији у округу Модена, региону Емилија-Ромања.
Према процени из 2011. у насељу је живело 125 становника. Насеље се налази на надморској висини од 21 м.